# Генерал-губернатор Маврикия
Генерал-губернатор Маврикия (англ. Governor-General of Mauritius) — фактический глава государства Маврикий с 1968 по 1992 годы. Представлял формального главу государства — монарха Великобритании. Генерал-губернатор имел право назначать премьер-министра и членов правительства из числа членов парламента.
Пост появился с провозглашением независимости Маврикия в 1968 году и был упразднён с провозглашением республики в 1992 году, после чего главой государства стал президент Маврикия.

## Список генерал-губернаторов Маврикия
- Сэр Джон Шоу Ренни (12 марта — 27 августа 1968)
- Сэр Мишель Ривалланд (27 августа — 3 сентября 1968, исполняющий обязанности)
- Сэр Леонард Уильямс (3 сентября 1968 — 27 декабря 1972)
- Сэр Раман Осман (27 декабря 1972 — 31 октября 1977)
- Сэр Генри Гарриок (31 октября 1977 — 23 марта 1978, исполняющий обязанности)
- Сэр Дайендранат Бурренчобай (23 марта 1978 — 28 декабря 1983)
- Сэр Сивусагур Рангулам (28 декабря 1983 — 15 декабря 1985)
- Сэр Кассам Муллан (15 декабря 1985 — 17 января 1986, исполняющий обязанности)
- Сэр Вирасами Рингаду (17 января 1986 — 12 марта 1992)